# Museo de Ávila

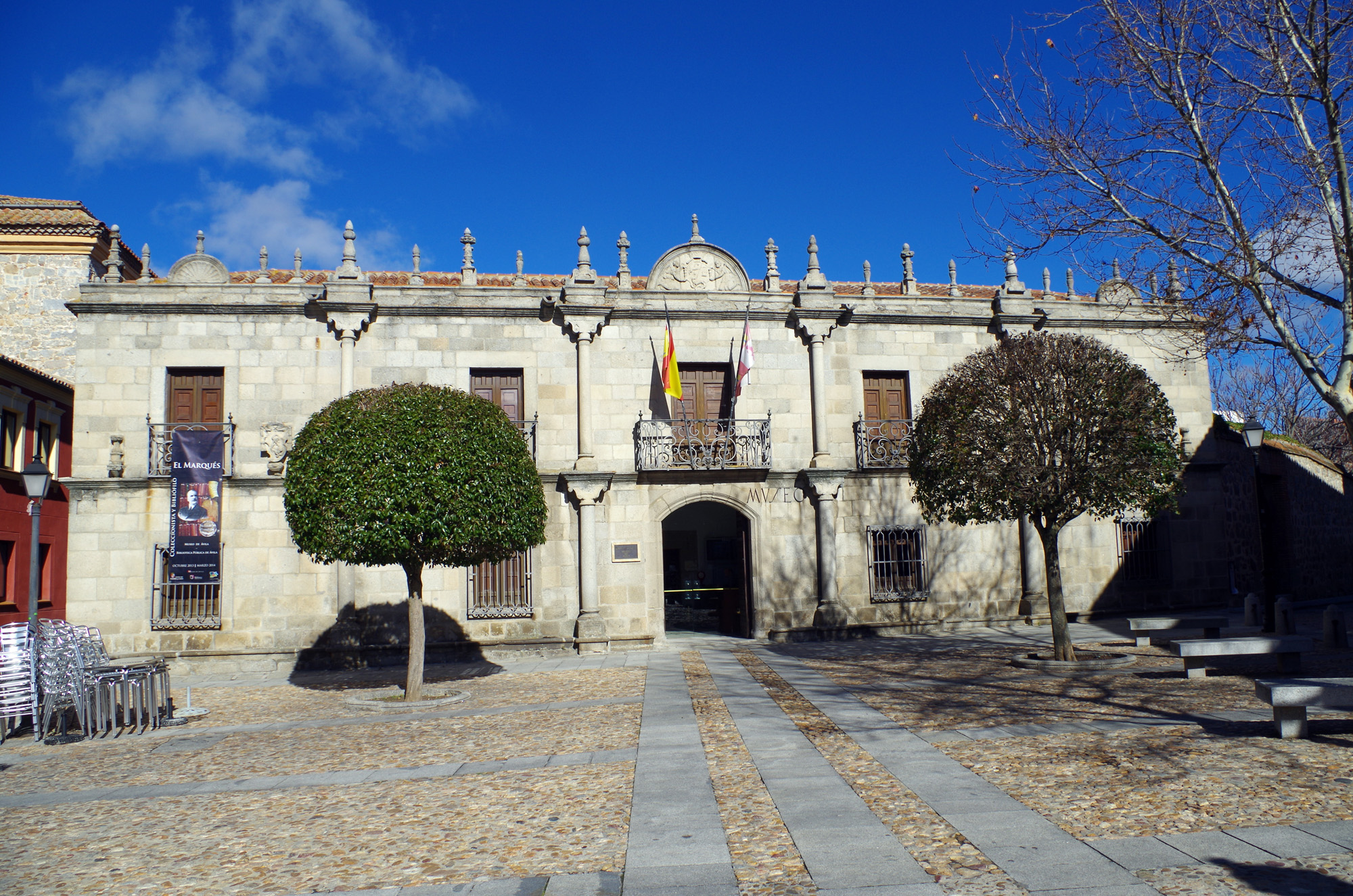
Museo de Ávila

Das Museo de Ávila ist ein Provinzial- und Stadtmuseum in der Provinzhauptstadt Ávila in der Autonomen Region Kastilien-León in Zentralspanien.

## Geschichte
Der Vorläufer des Museums wurde im Jahr 1911 in einem Gebäude der Biblioteca y Museo Teresianos eingeweiht. Heute befindet es sich in der Casa de los Deanes, einem Renaissancepalast aus dem 16. Jahrhundert, der ehemals von den Dekanen der Kathedrale genutzt wurde. Eine Dependance des Museums ist in der ehemaligen Iglesia de Santo Tomé untergebracht; hier sind vor allem die größeren Steinfunde zu sehen.

## Sammlung

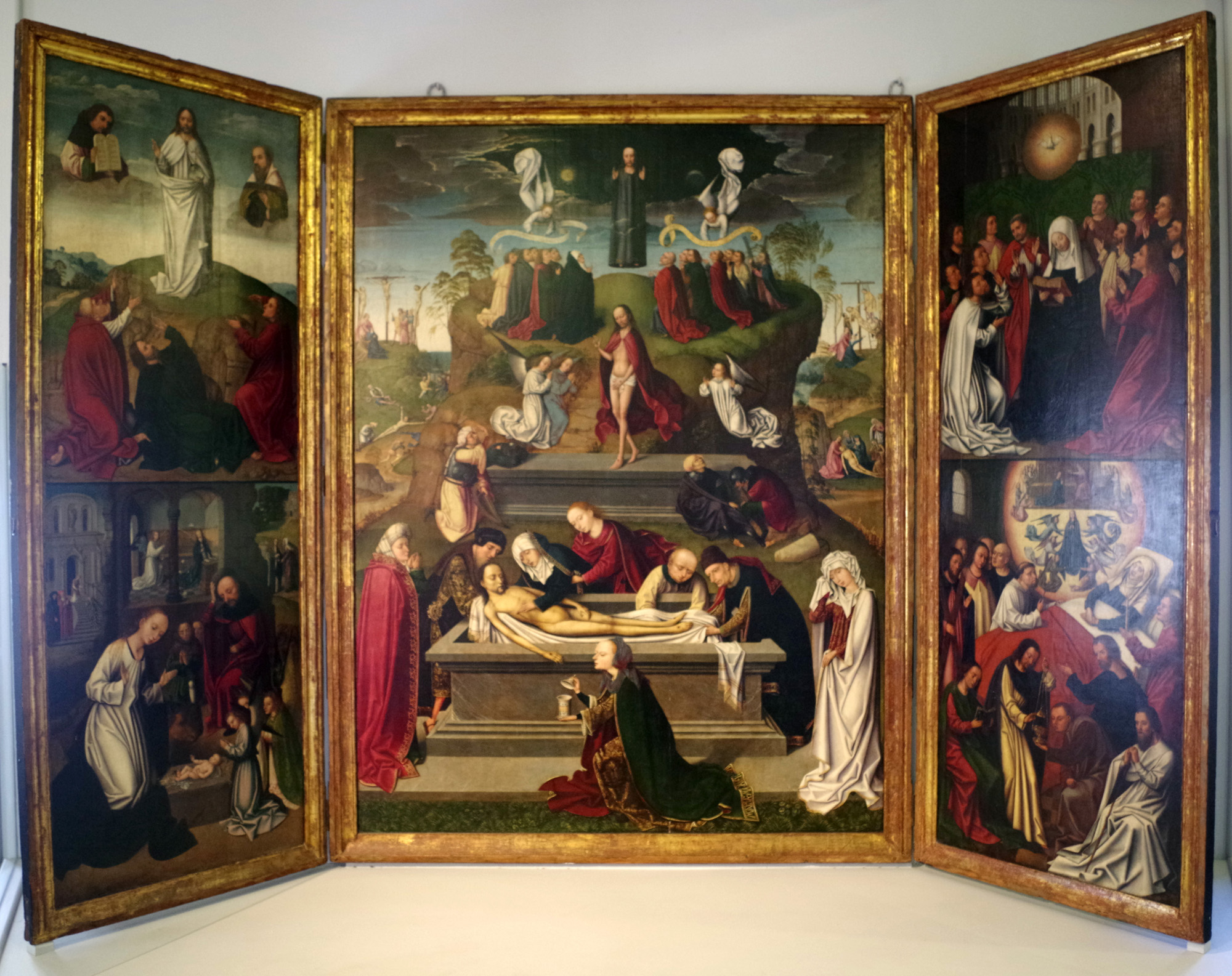
Triptychon von Petrus Christus(?)

Das Museum vereint mehrere Einzelsammlungen von Bürgern der Stadt Ávila, die zumeist im frühen 20. Jahrhundert zusammengetragen wurden und Funde seit der Jungsteinzeit umfassen. Bedeutendste Exponate sind:
- Vettonischer Grabfund (Keramik und Waffen) aus dem Castro del Raso (ca. 4./3. Jh. v. Chr.)
- vier Verracos aus der Gegend um Martiherrero (ca. 4./3. Jh. v. Chr.)
- römische Funde aus einem Landgut (villa rustica) beim Weiler (pedanía) Magazos (2./3. Jh.)
- Keramikbrennofen aus wiederverwendeten Grabstelen (Mudéjar-Zeit, 16. Jh.)
- flämisches Altartriptychon von Petrus Christus(?) (15. Jh.)
- Grabmal mit Liegefigur (yacente) des Bernardino de Barrientos (um 1500)